# 하늘 아래서 (My Little Lover의 노래)
〈하늘 아래서〉(空の下で 소라노시타데[*])는 일본의 음악 그룹 My Little Lover(마이 리틀 러버)의 10번째 싱글이다. 1998년 1월 21일에 토이스 팩토리에서 발매되었다.

## 개요
- 정규 음반 《PRESENTS》의 선행 싱글이다.
- 닛산 윙로드의 CM송이다.

## 수록곡
| #            | 제목                        | 작사            | 작곡            | 재생 시간 |
| ------------ | --------------------------- | --------------- | --------------- | --------- |
| 1.           | 〈空の下で→하늘 아래서〉    | 코바야시 타케시 | 코바야시 타케시 | 5:15      |
| 2.           | 〈ランデブー→랑데부〉       | AKKO            | 코바야시 타케시 | 6:08      |
| 3.           | 〈空の下で〉 (instrumental) |                 | 코바야시 타케시 | 5:15      |
| 총 재생 시간 | 총 재생 시간                | 총 재생 시간    | 총 재생 시간    | 16:41     |